# Rödingsjö
Rödingsjö este o arie protejată (arie specială de conservare — SAC, sit de importanță comunitară — SCI) din Suedia întinsă pe o suprafață de 6.384,3 ha, integral pe uscat.

## Localizare
Centrul sitului Rödingsjö este situat la coordonatele 64°47′26″N 15°09′00″E / 64.7906°N 15.1501°E.

## Înființare
Situl Rödingsjö a fost declarat sit de importanță comunitară în ianuarie 1998 pentru a proteja 1 specie de plante. Situl a fost protejat și ca arie specială de conservare în decembrie 2009.

## Biodiversitate
Situată în ecoregiunea alpină, aria protejată conține 7 habitate naturale: Cursuri de apă de la nivel de câmpie la nivel montan, cu vegetație Ranunculion fluitantis și Callitricho-Batrachion, Pajiști aluvionare boreale nordice, Păduri nordice subalpine/subarctice cu Betula pubescens ssp. czerepanovii, Lacuri și iazuri distrofice naturale, Taiga vestică, Turbării Aapa, Mlaștini turboase de tranziție și turbării mișcătoare.
La baza desemnării sitului se află o specie protejată de  plante: Calamagrostis chalybaea.